# Tyto glaucops
A Suindara-de-rosto-acinzentado (Tyto glaucops) é uma espécie de coruja percentente à família Tytonidae. É encontrada na Ilha de São Domingos, no Caribe.

## Descrição
É bastante semelhante a da coruja-de-igreja (Tyto alba) e era antigamente conspecífica com essa espécie. O centro de seu disco facial em forma de coração é acinzentado, como o nome já diz. A superfície dorsal (superior) da cabeça e do corpo é marrom-amarelada salpicada de cinza escuro ou preto e a superfície ventral (inferior) é amarelo-pálida. Quando adultos, atingem um comprimento de 33 a 35 centímetros, e pesam entre 260 e 400 gramas. Possuindo o chamado diferente das outras corujas Tyto, esta espécie emite um chiado áspero, seguido de rápidos trinados de cliques.

## Habitat
Costuma residir em bosques, floresta aberta ou campo aberto com árvores e arbustos espalhados, perto de assentamentos humanos. Também vive em matagais tropicais e subtropicais. 

## Alimentação e hábitos
Como a maioria das corujas, a Suindara-de-rosto-acinzentado é noturna e se alimenta de pequenos mamíferos, tais como ratos e camundongos. No entanto, também já foi vista carregar sapos, répteis, pequenos pássaros e insetos.